# Antti Litja

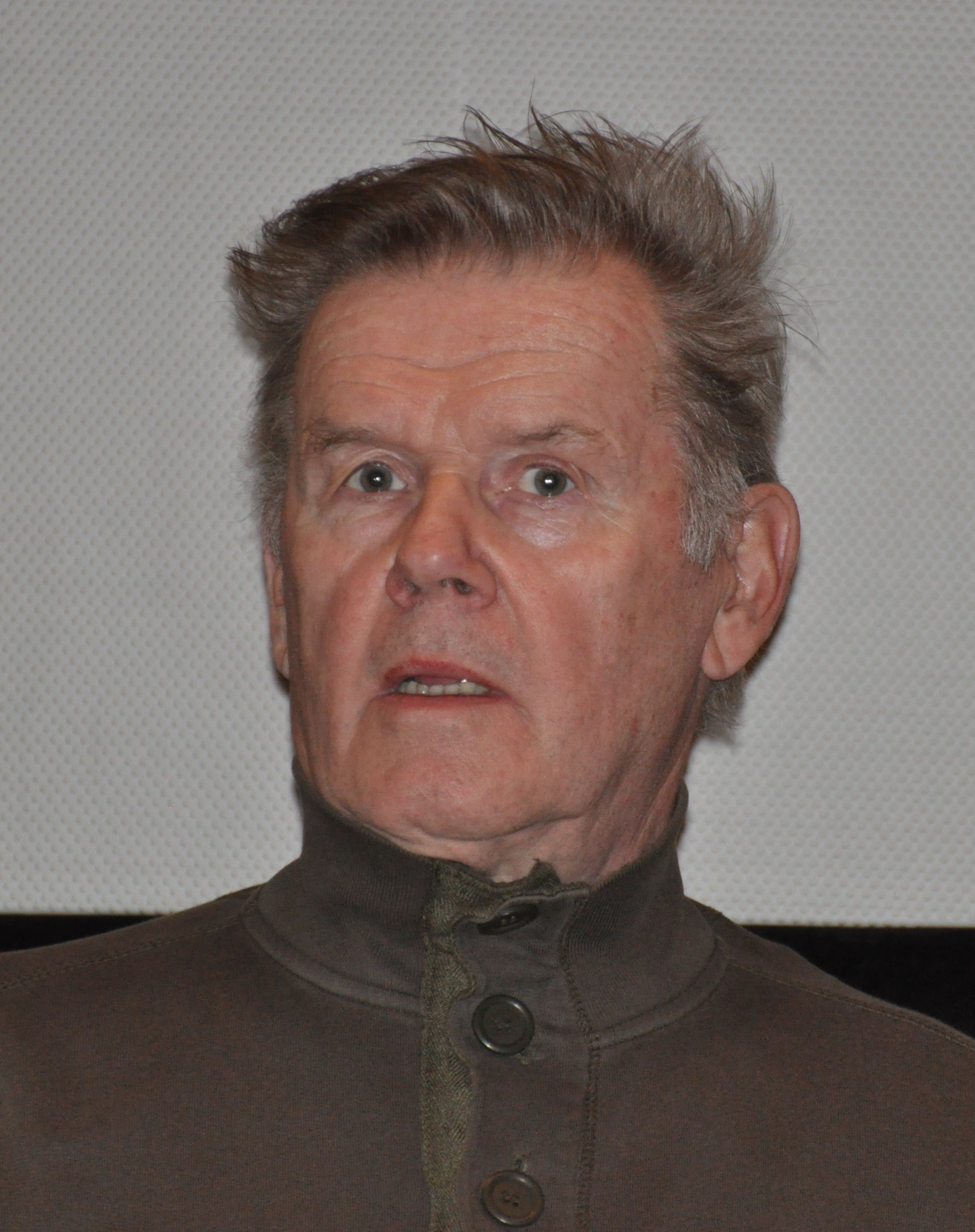
Litja 2011.

Antti Vilho Olavi Litja, född 21 februari 1938 i dåvarande Sankt Andree i Karelen, Finland (nuvarande Kamennogorsk i Ryssland), död 12 juli 2022 i Helsingfors, var en finsk skådespelare.
Litja började på Tammerfors arbetarteater 1963 och var engagerad vid Finlands nationalteater och Helsingfors stadsteater. Han har spelat i över 100 filmer och är bland annat känd för sina samarbeten med regissören Risto Jarva, som Harens år från 1977. Litja fick Jussistatyetten för bästa manliga huvudroll 1976 för Mannen som inte kunde säga nej.
Litja tilldelades Pro Finlandia-medaljen 2002. År 2015 fick han dels Jussistatyetten för bästa huvudroll för Kverulanten, dels Betongjussi för sin livsgärning.

## Filmer i urval
- 1962 – Farlig frihet
- Mannen som inte kunde säga nej (1975)
- Semestermissen (1976)
- Harens år (1977)
- Bevakad by (1978)
- Datahjärnan (1979)
- Solvind (1980)
- Blondinen (1982)
- Klanen (1984)
- Snödrottningen (1986)
- Flyttfågelns tid (1991)
- Brinnande kärlek (1997)
- Kverulanten (2014)